# بورکهارد رایش
بورکهارد رایش (به آلمانی: Burkhard Reich) بازیکن فوتبال و مدافع اهل آلمان شرقی بود که از سال ۱۹۸۷ میلادی عضو تیم ملی فوتبال آلمان شرقی بوده‌است. وی در ۶ بازی ملی حضور داشته و در بازی‌های ملی‌اش گلی به ثمر نرساند. بورکهارد رایش آخرین بازی ملی خود را در سال ۱۹۹۰ میلادی انجام داد.